# Валентовце
Валентовце (словац. Valentovce) — село и одноимённая община в районе Медзилаборце Прешовского края Словакии. В письменных источниках начинает упоминаться с 1808 года.

## География
Село расположено в восточной части края, к востоку от реки Лаборец, при автодороге 3864. Абсолютная высота — 344 метра над уровнем моря. Площадь муниципалитета составляет 2,2 км².

## Население
| Год:                | 1994 | 2004     | 2014     | 2024     |
| ------------------- | ---- | -------- | -------- | -------- |
| Количество человек: | 55   | 39       | 43       | 38       |
| Разница:            |      | −29,09 % | +10,25 % | −11,62 % |

По данным последней официальной переписи 2021 года, численность населения Валентовце составляла 42 человека.
Национальный состав населения (по данным переписи населения 2011 года):
| Национальность | Численность, человек |
| -------------- | -------------------- |
| русины         | 23                   |
| словаки        | 18                   |
| украинцы       | 1                    |
| не указана     | 2                    |

По данным переписи 2021 года, в конфессиональном составе населения преобладали православные христиане (54,8 %) и греко-католики (16,7 %).